# WNBA 2019
Die Saison 2019 war die 23. Saison der Women’s National Basketball Association (WNBA). Die reguläre Saison begann am 24. Mai 2019. Nach Abschluss der regulären Saison, die bis zum 8. September 2019 lief, wurden die Playoffs um die WNBA-Meisterschaft durchgeführt.

## Draft
Am 28. August 2018 fand eine Lotterie über die Auswahlreihenfolge der ersten vier Picks statt. An der Lotterie nahmen die vier Teams teil, die 2018 die Playoffs verpasst hatten. Bei der Lotterie sicherte sich wieder die Las Vegas Aces den Top-Pick. Die weiteren frühen Draft-Picks gingen an die New York Liberty, die Indiana Fever und die Chicago Sky. Die Gewinnwahrscheinlichkeit wurde dabei auf Grundlage der Bilanzen der beiden letzten Saisons festgelegt.
Der WNBA Draft 2019 fand am 10. April 2019 im Nike Headquarters in New York statt. Als erste Spielerin wurde dabei Jackie Young gedraftet. Ihr folgten Asia Durr und Teaira McCowan. Insgesamt sicherten sich die 12 Franchises in drei Runden die Rechte an 36 Spielerinnen. Den Hauptanteil mit 27 Spielerinnen stellten die Vereinigten Staaten.

### Top-5-Picks
Abkürzungen: Pos = Position, G = Guard, F = Forward, C = Center

| #  | Spielerin           | Nationalität       | Pos | WNBA-Mannschaft  | College/Profi-Team           |
| -- | ------------------- | ------------------ | --- | ---------------- | ---------------------------- |
| 1. | Jackie Young        | Vereinigte Staaten | G   | Las Vegas Aces   | University of Notre Dame     |
| 2. | Asia Durr           | Vereinigte Staaten | G   | New York Liberty | University of Louisville     |
| 3. | Teaira McCowan      | Vereinigte Staaten | C   | Indiana Fever    | Mississippi State University |
| 4. | Katie Lou Samuelson | Vereinigte Staaten | G/F | Chicago Sky      | University of Connecticut    |
| 5. | Arike Ogunbowale    | Vereinigte Staaten | G   | Dallas Wings     | University of Notre Dame     |

## Reguläre Saison

### Modus
Die 12 WNBA-Mannschaften sind in zwei Conferences aufgeteilt, wobei die Eastern Conference und die Western Conference jeweils sechs Mannschaften umfassen. Insgesamt soll jede Mannschaft im Verlauf der regulären Saison 34 Saison-Spiele bestreiten, davon jede Mannschaft die Hälfte der Spiele zu Hause bzw. auswärts. Aufgrund der Einführung des conference-übergreifenden Playoff-Systems 2016 wurde auch die Verteilung der Gegner in der regulären Saison angepasst. Innerhalb der eigenen Conference spielen die Mannschaften gegen eine Mannschaft insgesamt vier Mal und gegen die restlichen vier Mannschaften drei Mal gegeneinander. Außerdem spielt jede Mannschaft noch drei weitere Spiele gegen jede Mannschaft aus der anderen Conference.

### Abschlusstabellen
Erläuterungen:     = Playoff-Qualifikation,     = Conference-Sieger
| Pl     | Team               | Sp | S  | N  | %    | GB | Heim | Auswärts |
| ------ | ------------------ | -- | -- | -- | ---- | -- | ---- | -------- |
| 1 (1)  | Washington Mystics | 34 | 26 | 8  | 76,5 | −  | 14:3 | 12:5     |
| 2 (2)  | Connecticut Sun    | 34 | 23 | 11 | 67,6 | 3  | 15:2 | 8:9      |
| 3 (5)  | Chicago Sky        | 34 | 20 | 14 | 58,8 | 6  | 12:5 | 8:9      |
| 4 (9)  | Indiana Fever      | 34 | 13 | 21 | 38,2 | 13 | 7:10 | 6:11     |
| 5 (11) | New York Liberty   | 34 | 10 | 24 | 29,4 | 16 | 4:13 | 6:11     |
| 6 (12) | Atlanta Dream      | 34 | 8  | 26 | 23,5 | 18 | 5:12 | 3:14     |

| Pl     | Team               | Sp | S  | N  | %    | GB | Heim | Auswärts |
| ------ | ------------------ | -- | -- | -- | ---- | -- | ---- | -------- |
| 1 (3)  | Los Angeles Sparks | 34 | 22 | 12 | 64,7 | −  | 15:2 | 7:10     |
| 2 (4)  | Las Vegas Aces     | 34 | 21 | 13 | 61,8 | 1  | 13:4 | 8:9      |
| 3 (6)  | Seattle Storm      | 34 | 18 | 16 | 52,9 | 4  | 11:6 | 7:10     |
| 4 (7)  | Minnesota Lynx     | 33 | 18 | 15 | 54,5 | 4  | 7:9  | 11:6     |
| 5 (8)  | Phoenix Mercury    | 34 | 15 | 19 | 44,1 | 7  | 9:8  | 6:11     |
| 6 (10) | Dallas Wings       | 34 | 10 | 24 | 29,4 | 12 | 8:9  | 2:15     |

## Playoffs

### Modus
In den Playoffs starten die acht Teams der Liga mit den meisten Erfolgen in der regulären Saison. Diese werden entsprechend der Bilanz von eins bis acht gesetzt. In der ersten Runde empfängt die Nummer 5 die Nummer 8 und die Nummer 6 die Nummer 7 jeweils in einer entscheidenden Partie. Die Top vier haben in dieser Runde ein Freilos. In der zweiten Runde empfängt die Nummer 3 den niedriger gesetzten Sieger aus der ersten Runde und die Nummer 4 den höher gesetzten Sieger aus der ersten Runde. Diese Runde wird auch ein einem Spiel entschieden und die beiden Top-Teams haben auch hier ein Freilos. In der dritten Runde (Halbfinale) trifft die Nummer 1 auf den niedriger gesetzten Sieger aus der zweiten Runde und die Nummer 2 den höher gesetzten Sieger aus der zweiten Runde. Der Sieger dieser Playoff-Serien erreichen die WNBA-Finals. Das Halbfinale und das Finale werden im Best-of-Five-Modus ausgetragen, das heißt, dass ein Team drei Siege zum Erfolg benötigt. Die Mannschaft mit der besseren Bilanz hat dabei in allen Duellen immer den Heimvorteil. Bei Spielen, die nach der regulären Spielzeit von 40 Minuten unentschieden bleiben, folgt die Overtime. Die Viertel dauern weiterhin zehn Minuten und es wird so lange gespielt, bis eine Mannschaft nach Ende einer Overtime mehr Punkte als die gegnerische Mannschaft erzielt hat.

### Playoff-Baum
| 1. Runde | 1. Runde        | 1. Runde |  |  | 2. Runde | 2. Runde           | 2. Runde |   |                    | Halbfinale | Halbfinale         | Halbfinale |   |                    | WNBA-Finale | WNBA-Finale     | WNBA-Finale |
|          |                 |          |  |  |          |                    |          |   |                    |            |                    |            |   |                    |             |                 |             |
|          |                 |          |  |  |          |                    |          |   |                    |            |                    |            |   |                    |             |                 |             |
|          |                 |          |  |  |          |                    |          |   |                    |            |                    |            |   |                    |             |                 |             |
|          |                 |          |  |  |          |                    |          |   |                    |            |                    |            |   |                    |             |                 |             |
|          |                 |          |  |  |          |                    |          | 1 | Washington Mystics | 3          |                    |            |   |                    |             |                 |             |
| 5        | Chicago Sky     | 1        |  |  |          |                    |          |   |                    | 4          | Las Vegas Aces     | 1          |   |                    |             |                 |             |
| 8        | Phoenix Mercury | 0        |  |  | 4        | Las Vegas Aces     | 1        |   |                    |            |                    |            |   |                    |             |                 |             |
|          |                 |          |  |  | 5        | Chicago Sky        | 0        |   |                    |            |                    |            |   |                    |             |                 |             |
|          |                 |          |  |  |          |                    |          |   |                    |            |                    |            | 1 | Washington Mystics | 3           |                 |             |
|          |                 |          |  |  |          |                    |          |   |                    |            |                    |            |   |                    | 2           | Connecticut Sun | 2           |
|          |                 |          |  |  | 3        | Los Angeles Sparks | 1        |   |                    |            |                    |            |   |                    |             |                 |             |
| 6        | Seattle Storm   | 1        |  |  | 6        | Seattle Storm      | 0        |   |                    |            |                    |            |   |                    |             |                 |             |
| 7        | Minnesota Lynx  | 0        |  |  |          |                    |          | 2 | Connecticut Sun    | 3          |                    |            |   |                    |             |                 |             |
|          |                 |          |  |  |          |                    |          |   |                    | 3          | Los Angeles Sparks | 0          |   |                    |             |                 |             |
|          |                 |          |  |  |          |                    |          |   |                    |            |                    |            |   |                    |             |                 |             |
|          |                 |          |  |  |          |                    |          |   |                    |            |                    |            |   |                    |             |                 |             |
|          |                 |          |  |  |          |                    |          |   |                    |            |                    |            |   |                    |             |                 |             |

### WNBA-Meistermannschaft
(Teilnahme an mindestens einem Playoff-Spiel)
| WNBA Meister Washington Mystics | Guards: Ariel Atkins, Natasha Cloud, Kim Mestdagh, Kristi Toliver, Shatori Walker-Kimbrough Guard-Forwards: Elena Delle Donne Forwards: Tianna Hawkins, Myisha Hines-Allen, Aerial Powers, LaToya Sanders Center: Emma Meesseman (Finals MVP) Cheftrainer: Mike Thibault General Manager: Mike Thibault |

## Auszeichnungen
| Auszeichnung                                | Spielerin            | Mannschaft         | Bemerkung              |
| ------------------------------------------- | -------------------- | ------------------ | ---------------------- |
| WNBA Finals MVP Award                       | Emma Meesseman       | Washington Mystics | –                      |
| WNBA Most Valuable Player Award             | Elena Delle Donne    | Washington Mystics | 41 von 43 Stimmen      |
| WNBA Defensive Player of the Year Award     | Natasha Howard       | Seattle Storm      | 33 von 43 Stimmen      |
| WNBA Most Improved Player Award             | Leilani Mitchell     | Phoenix Mercury    | 27 von 43 Stimmen      |
| WNBA Peak Performer (Punkte)                | Brittney Griner      | Phoenix Mercury    | 21,9 Punkte pro Spiel  |
| WNBA Peak Performer (Rebounds)              | Jonquel Jones        | Connecticut Sun    | 9,7 Rebounds pro Spiel |
| WNBA Peak Performer (Assists)               | Courtney Vandersloot | Chicago Sky        | 9,1 Assists pro Spiel  |
| WNBA Rookie of the Year Award               | Napheesa Collier     | Minnesota Lynx     | 29 von 43 Stimmen      |
| WNBA Sixth Woman of the Year Award          | Dearica Hamby        | Las Vegas Aces     | 41 von 43 Stimmen      |
| Kim Perrot Sportsmanship Award              | Nneka Ogwumike       | Los Angeles Sparks | 7 von 43 Stimmen       |
| WNBA Coach of the Year Award                | James Wade           | Chicago Sky        | 27 von 43 Stimmen      |
| WNBA Basketball Executive of the Year Award | Cheryl Reeve         | Minnesota Lynx     | 28 Punkte              |

### All-WNBA Teams
| All-WNBA First Team |                                     |
| Guards:             | Courtney Vandersloot – Chelsea Gray |
| Forwards:           | Elena Delle Donne – Natasha Howard  |
| Center:             | Brittney Griner                     |

| All-WNBA Second Team |                                        |
| Guards:              | Diamond DeShields – (MIN) Odyssey Sims |
| Forwards:            | Jonquel Jones – Nneka Ogwumike         |
| Center:              | (LVA) Liz Cambage                      |

### All-Rookie Team
| All-Rookie Team                                                                                      |
| (MIN) Napheesa Collier – Teaira McCowan – (DAL) Arike Ogunbowale (LVA) Jackie Young – Brianna Turner |

### All-Defensive Team
| All-Defensive First Team |                                 |
| Guards:                  | Jasmine Thomas – Jordin Canada  |
| Forwards:                | Natasha Howard – Nneka Ogwumike |
| Center:                  | Jonquel Jones                   |

| All-Defensive Second Team |                              |
| Guards:                   | Ariel Atkins – Natasha Cloud |
| Forwards:                 | Alysha Clark – Alyssa Thomas |
| Center:                   | Brittney Griner              |